# Kalle Anka som polis
Kalle Anka som polis (engelska: Officer Duck) är en amerikansk animerad kortfilm med Kalle Anka från 1939.

## Handling
Kalle Anka jobbar som polis och får i uppdrag att gripa en skurk vid namn Tiny Tom. Kalle tänker sig då att det är en liten varelse, när det i själva verket är en storväxt Svarte Petter. Kalle lyckas dock ta sig in i huset genom att klä ut sig till ett litet hittebarn.

## Om filmen
Filmen är ett av de fåtal tillfällen som figuren Kalle Anka inte har otur, utan istället framställs som en vinnare.
Filmen hade svensk premiär den 18 mars 1940 på biografen Spegeln i Stockholm.

## Rollista
- Clarence Nash – Kalle Anka
- Billy Bletcher – Svarte Petter[7]